# Maladera graeca
Maladera graeca är en skalbaggsart som beskrevs av Rudolph Petrovitz 1969. Maladera graeca ingår i släktet Maladera och familjen Melolonthidae. Inga underarter finns listade i Catalogue of Life.